# Тарасово (Сарапульский район)
Тара́сово — село в Сарапульском районе Удмуртии, административный центр сельского поселения Тарасовское.

## География
Село располагается в юго-восточной части Удмуртии на правом берегу реки Камы, в 86 км к юго-востоку от города Ижевска, в 30 км от города Сарапула и в 11 км к северу от села Галаново.

## История
Впервые упоминается в «Писцовой книге Казанского уезда 1647—1656 г.» как деревня в дворцовой Сарапульской волости Арской дороги Казанского уезда: «Деревня Тарасовы: пашни и розчистеи мерою пять длинников, двенатцать поперечников, итого шестьдесят десятин в поле, а в дву по тому ж».
После упразднения Арской дороги в 1780 году — в Сарапульском уезде Вятского наместничества (с 1796 года — Вятской губернии).
С 2006 года Тарасово является административным центром муниципального образования «Тарасовское».
В селе родился генерал-майор Иван Морозов.

## Население
| 2010 | 2012  | 2013  | 2014  | 2015  |
| ---- | ----- | ----- | ----- | ----- |
| 1058 | ↘1057 | ↗1077 | ↘1070 | ↗1075 |

## Топографические карты
- Лист карты O-40-133. Масштаб: 1 : 100 000. Состояние местности на 1982 год. Издание 1983 г.